# Elek Gyula (kézilabdázó)
Elek Gyula (1932. február 20. – 2012. május 23.) magyar kézilabdázó, edző. A Ferencvárosi TC kézilabda szakosztályának ikonikus alakja, aki 21 éven át irányította a női csapatot.

## Élete és sportpályafutása
Elek Gyula tizenhat éven át tartó játékos pályafutása során 1949 és 1965 között a Taurus SC, Elektromos SE és a Ferencvárosi TC csapataiban szerepelt. Nem sokkal visszavonulását követően lett a Ferencváros női csapatának vezetőedzője, az 1966-67-es szezont megelőzően. Itt ismerkedett meg későbbi feleségével, az akkor a zöld-fehéreknél védő válogatott kapussal, Rothermel Annával.
Kisebb megszakításokkal huszonegy éven át (1966–85, 1990–92) ült a női csapat kispadján, irányításával a zöld-fehérek, 1966-ban, 1968-ban, 1969-ben és 1971-ben magyar bajnokságot, 1967-ben, 1970-ben, 1972-ben és 1977-ben Magyar Kupát nyertek. Az 1977-78-as szezonban a Kupagyőztesek Európa-kupája-sorozat döntőjében a keletnémet SC Leipziget 18-17-re legyőzve szerezték meg a trófeát. A következő évben címvédőként a döntőben 20-15 arányban szenvedtek vereséget a szintén keletnémet TSC Berlintől. 1971-ben a Bajnokcsapatok Európa-kupája-sorozat döntőjében a kor egyik legjobb csapatának számító szovjet Szpartak Kijevtől kaptak ki 11–9-re.
Elek Gyula 1992-ben fejezte be edzői pályafutását. Rothermel Annától született fia, Elek Gábor, szintén kézilabdázó, a Ferencváros női csapatának edzője. A csapattal Kupagyőztesek Európa-kupáját nyert 2011-ben és 2012-ben, 2016-ban a magyar női válogatott szövetségi kapitánya volt.
2012. május 23-án, 80 éves korában hunyt el. Emléke előtt tisztelegve az egykori Főtáv-FTC Kézilabda Arénát 2012. augusztus 31-én Elek Gyula Arénára nevezték át.

## Díjai, elismerései
- Nemzeti Bajnokság I:
  - Bajnok: 1966, 1968, 1969, 1971
- Magyar Kupa:
  - Győztes: 1967, 1968, 1970, 1972
- Bajnokcsapatok Európa Kupája:
  - Döntős: 1971
- Kupagyőztesek Európa-kupája:
  - Győztes: 1978
  - Döntős: 1979